# Parafia Najświętszego Serca Pana Jezusa w Boguszowicach
Parafia Najświętszego Serca Pana Jezusa – parafia rzymskokatolicka w Rybniku-Boguszowicach, w dekanacie Boguszowice, w archidiecezji katowickiej.

## Historia
Jak podają źródła na temat Boguszowic, była to miejscowość związana głównie z mieszczącą się tam parafią. Jej historia sięga według najstarszych źródeł XIII wieku. W sprawozdaniu z poboru świętopietrza z 1335 w archidiakonacie opolskim diecezji wrocławskiej na rzecz Watykanu sporządzonego przez nuncjusza papieskiego Galharda z Cahors wśród 7 parafii archiprezbiteratu w Żorach wymieniona jest parafia w miejscowości Boguslavicz, czyli Boguszowicach. Została również wymieniona w spisie świętopietrza sporządzonym przez archidiakona opolskiego Mikołaja Wolffa w 1447 pośród innych parafii archiprezbiteratu (dekanatu) w Żorach pod nazwą Boguschowicz. W XV wieku swym zasięgiem obejmowała Boguszowice, Gotartowice, Rój, Rogoźną, Folwarki, Ligotę, Kłokocin, Rowień i Brodek oraz dwie wsie, które przestały istnieć już około 1300 roku – Nietyslawice i Bobrownik. W latach 20. XX wieku doszło do wyodrębnienia z boguszowickiej parafii Rogoźnej i Folwarków. Kolejne podziały miały miejsce w połowie XX wieku. Z inicjatywy ówczesnego proboszcza boguszowickiego powstały nowe parafie – kolejno w Roju, Rowniu, na terenie powstałego koło Boguszowic osiedla oraz w Ligockiej Kuźni. W roku 1979 ze względu na liczbę nowych parafii dekanatu rybnickiego i żorskiego, utworzono dekanat Boguszowicki.

## Parafia
Jej pierwsze wezwanie to św. Wawrzyniec, domniemywa się, że związane jest to z osobą biskupa wrocławskiego Wawrzyńca – pełniącego urząd w tym okresie. Sprawozdania wizytacyjne biskupów wrocławskich donoszą, że właściwie od samego jej założenia należała ona do cystersów w Rudach. Tak też opat z Rud posiadał prawo do dochodów parafii i do mianowania proboszcza, którym zostawał zwykle cysters. Dzięki wpływom cysterskim okres reformacji nie wpłynął praktycznie wcale na kształt parafii, która zawsze pozostawała katolicka. Na początku XIX wieku dobra zakonu cysterskiego w Rudach przejął książę raciborski, stając się też przez to patronem kościoła boguszowickiego. Miało to miejsce podczas sekularyzacji tego zakonu w 1810 roku. Wezwanie parafii zmieniło się na obecne, czyli Najświętszego Serca Pana Jezusa wraz z powstaniem nowego kościoła pod tym samym wezwaniem w 1935 roku.

## Miejsca kultu
Brakuje właściwie informacji na temat pierwszego kościoła w Boguszowicach, jego kształtu można się domyślić na podstawie danych ze sprawozdań wizytacyjnych z XVII wieku. Kościół ten pod wezwaniem św. Wawrzyńca, poświęcony był dodatkowo św. Marcinowi. Stał na wzgórzu w centralnej części Boguszowic. Świątynie tą grożącą zawaleniem w 1717 roku zastąpił nowy również drewniany kościół pod tym samym wezwaniem. Świątynia ta na początku XX wieku okazałą się za mała, co skłoniło parafian do budowy nowego kościoła, przy czym drewniana budowla z rangą kościoła zabytkowego na terenie parafii stała do 1975 roku, kiedy to została przeniesiona do Ligockiej Kuźni. Budowa nowej świątyni zlokalizowana była wtedy jeszcze na skraju wsi. Rozpoczęto ją w 1929 roku. W roku 1935 nowa murowana świątynia była zdatna do użytku, w tym też roku została poświęcona. Konsekrowana została podczas wizytacji w 1960 roku.

## Proboszczowie
- 1909–1922 – ks. Józef Janitzek
- 1922–1927 – ks. Józef Kulig
- 1927–1942 – ks. Karol Długaj
- 1942–1990 – ks. protonot. apostolski Edward Tobola
- 1990–1991 – ks. Stefan Sprot
- 1991–2003 – ks. Stanisław Gańczorz
- 2003–2023 – ks. Krzysztof Błotko
- od 2023 – ks. Paweł Habrajski

## Grupy parafialne
Na terenie parafii działa kilkanaście grup parafialnych:
- Dzieci Maryi,
- Różaniec Rodziców,
- Ministranci,
- Ruch Światło - Życie (Oaza Młodzieżowa),
- Ruch Światło - Życie (Domowy Kościół),
- Straż Honorowa NSPJ,
- Apostolat Maryjny,
- Chór „Cor Jesu”,
- Equipes Notre-Dame,
- Grupa Biblijna,
- Ruch Szensztacki,
- Grupa Pielgrzym,
- Świecka Rodzina Franciszkańska,
- Zespół Charytatywny.